# هاينز بغوفر
إرنست بول هاينز بغوفر (بالألمانية: Ernst Paul Heinz Prüfer)‏ ( 10 نوفمبر 1896م فيلهلمسهافن، ألمانيا - 7 أبريل 1934م، مونستر، ألمانيا) هو عالم رياضيات ألماني من أصل يهودي، اهتم بشكل خاص في علم الجبر ونظرية المجموعات .

## الحياة والعمل
انضم هاينز للثانوية في قرية زيهليندورف في برلين، ومن بعدها جامعة هومبولدت في برلين في عام 1915م، مع فرديناند جورج فروبينيوس وهيرمان أماندوس شوارز وبول كويبي وكويبي وإيساي شور، وحصل على درجة الدكتوراه في عام 1921م.
تُنسب إليه متتالية بغوفر، حيث استخدمها لصياغة إثبات لصيغة كايلي لتعداد المخططات الشجرية، وكذلك حلقات بغوفر.